# 데이비드 L. 로런스
데이비드 리오 로런스 (David Leo Lawrence, 1889년 6월 18일 - 1966년 11월 21일)는 1959년부터 1963년까지 제37대 펜실베이니아주지사를 지낸 미국의 정치인이었다.  펜실베이니아주지사로서 선출된 첫 가톨릭 교도인 로런스는 또한 주지사로 선출된 단 한명의 피츠버그 시장이다.  그는 1946년부터 1959년을 통하여 시장으로서 4개의 기간들을 지냈다.  1993년 69명의 학자들로 구성된 패널은 그를 미국 역사상 10명의 최고 시장들 중에 3위에 놓았다.

## 어린 시절
펜실베이니아주 피츠버그의 다운타운 골든트라이앵글 이웃에서 근로자 계급 아일랜드계 가톨릭 가족에게 태어났다.  대학을 다니는 데 너무 가난했던 로런스는 대신 지방 민주당 의장과 노동 운동 개척자인 피츠버그 지방 검사 윌리엄 브레넌을 위한 사무원으로 취직하였다.  브레넌은 10대 시절 로런스에게 개인적 친구이자 좋은 조언자가 되었다.
1916년 로런스는 보험업에 들어갔다.  1918년 그는 제1차 세계 대전에서 육군에 입대하여 워싱턴 D. C.에 있는 부관 사무소에서 사관으로 복무하였다.

## 피츠버그 정치
1919년 자신이 군대로부터 집에 돌아왔을 때 로런스는 앨러게니군 민주당의 의장으로 선출되었다.  당시 피츠버그는 민주당원들이 하급과 산업적 직업들에 집중된 최근의 이민자들 만에 넓은 지지를 보유하면서 공화당의 요새였다.  훗날의 미국 상원 조 거피의 도움과 함께 로런스는 곧 지방과 주 전체의 정치를 지배할 자라나는 펜실베이니아주 민주당을 지도하였다.  1928년 미국 대통령 선거에서 로런스는 또한 정규 교육의 이익없이 빈민가들에서 자라온 또다른 아일랜드계 가톨릭 정치인 뉴욕주의 앨 스미스를 위하여 열심히 일하였다.  그해 스미스를 꺾은 악랄한 반가톨릭 선거 운동은 로런스에 심오한 효과를 가졌다.  그는 로마 가톨릭이 미국의 대통령 정치에서 극복할 수 없는 장애였던 것을 믿었다.  따라서 1932년 민주당 전당 대회에서 로런스는 앨 스미스의 대통령 선거 운동을 버리고 자신의 종교 문제에 관한 두려움 때문에 홀로 프랭클린 D. 루스벨트에게 펜실베이니아주 사절단을 보냈다.
그 동안 1931년 로런스는 앨러게니군 위원을 위하여 출마하였으나 패하였다.  그 일은 대공황의 효과들과 일련의 스캔들로 인해 피츠버그에서 공화당을 위한 지지가 급격히 약화되면서 그의 마지막 패배들 중의 하나였다.  2년 후, 로런스는 루스벨트 대통령에 의하여 서부 펜실베이니아주를 위한 내부 수익원으로 임명되었다.  1934년 그는 20세기에 펜실베이니아주의 첫 민주당 지사로서 조지 얼을 선출하는 도움을 주었다.  얼은 그를 펜실베이니아주 주무장관으로 임명하였다.  그 동년에 로런스는 주의 민주당 의장이 되었다.

### 시장 직위
1945년 로런스는 좁은 차이에 의하여 피츠버그의 시장으로 선출되었다.  당시 피츠버그는 낮에 가로등이 타는 것은 드문 일이 아니었던 가장 두꺼운 안개와 함께 미국에서 가장 오염된 도시들 중의 하나로 숙고되었다.  그 산업들은 전쟁 동안 초과 근무를 하여 공기와 수자원이 오염으로 추가되었다.  로런스는 시장직에서 자신의 첫 날들 동안 피츠버그를 위하여 7 포인트 프로그램을 개발하여 전용 도시 재개발 계획을 실행하는 데 자신을 첫 시민 지도자들 중의 하나로 만들었다.  당시 공화당원들이 아직도 도시의 정치와 비지니스의 거의를 통치하여 로런스는 자신의 목적을 달성하는 데 초당파적 동맹을 맺어야 했다.  그의 가장 유명한 파트너십은 미국에서 가장 큰 은행들 중의 하나의 의장이자 확고한 공화당원 리처드 멜런이었다.  그들의 정치적 차이들에 불구하고 멜런과 로런스는 둘다 피츠버그의 부흥에 흥미를 가졌고 둘다 초기의 환경 운동가들이었다.  이 파트너십은 피츠버그 르네상스 (제1차 르네상스)로 불리는 것으로 몰아내었다.
1950년부터 1952년을 통하여 로런스는 미국 시장 회의의 회장을 지냈다.
1993년 멜빈 G. 홀리가 지휘한 역사가, 정치학자와 도시 전문가들의 조사는 로런스를 1820년과 1993년 사이에 지내는 데 3번째로 최고의 미국 대도시의 시장으로 순위를 놓았다.

## 펜실베이니아주 정치
피츠버그 시장으로서 전례 없는 4개의 기간 후에 로런스는 1958년 펜실베이니아주지사를 위하여 출마하는 데 민주당원들에 의하여 징집되었다.  그는 시초적으로 꺼려하였고 자신의 나이 (70세 가까이)를 잠재적인 단점으로 언급하였다.  그는 결국적으로 자신의 당의 후보 지명을 받아들이고 제37대 펜실베이니아주지사와 그 첫 가톨릭 지사가 되는 데 레딩 기업인 아서 맥고니글을 좁게 꺾었다.
주지사로서 자신의 4년 기간 동안 로런스는 차별 금지법과 환경 보호 법을 통과시키고, 펜실베이니아주의 도서관 시스템을 확장하고 펜실베이니아주의 공정 주택법을 통과시켰으며 문화재 보존을 주창하였다.  그는 또한 일부가 자신의 2명의 아들이 차량 사고로 숨졌던 사실로 기인했던 원기 왕성한 고속도로 안전 법규를 통과시켰다.  그의 주의 관료제 확장은 예산 적자의 대가와 많은 재정보수주의자들을 화나게 한 운동인 세금 인상에 왔다.
1960년 로런스는 각각의 여름에 해리스버그에서 주정부에서 10주간 유급 인터십을 제공하면서 우수한 학부생을 위하여 정부와 정치에서 실습 훈련을 마련한 피너건 재단을 창조한 정치 지도자들의 단체 중에 있었다.

## 국가 정치
1912년의 페이지로서 로런스는 자신의 첫 민주당 전당 대회에 참석하였고 자신의 사망까지 모든 후속 대회에 참석하려고 하였다.  그는 프랭클린 D. 루스벨트 (1932년)과 존 F. 케네디 (1960년)의 후보 지명에서 주요 수단이었으며 "대통령을 만드는 사람"으로 알려졌다.  1948년 민주당 전당 대회가 열리기 몇주 전에 로런스는 대통령 후보 지명을 이기는 데 시도한 해리 S. 트루먼을 지지하는 데 몇몇의 도시 영수들 중의 하나였다.
트루먼이 로런스의 지지와 함께 후보 지명을 구했던 필라델피아에서 열린 1948년 민주당 전당 대회에서 로런스는 하지만 행정부가 좀 더 공격적으로 자유주의적인 것을 선호한 더욱 미지근한 민권 판자로부터 펜실베이니아주 사절단을 멀리 옮기면서 더욱 자유주의자와 보수주의자들을 놀라게 하려고 했다.  로런스는 공천 후보의 균형을 이루는 데 케네디에게 그의 러닝메이트로서 린든 B. 존슨을 선택하는 데 설득하고 북부와 남부 민주당원들 사이에 균열을 고친 공로를 종종 인정받았다.
1958년 당시 로런스 시장은 결국적으로 플로리다주 상원 조지 스매서스와 더불어 연방 통신 위원회에 영향을 미쳤다는 이유로 무죄를 선고받았다.  혐의들은 WTAE-TV와 WPXI의 그룹 사이에 WTAE-TV에게 텔레비전 면허 부여와 관련되었다.  로런스와 미국 하원의 도청들은 높은 드라마였다.

## 이후의 생애
존재하는 주의 법률 아래 하나의 기간으로 제한된 로런스는 1963년 선출된 직위롤부터 퇴직하였다.  그는 민주당 정치에서 지속적으로 활동적이었고 대통령 주택 기회균등 위원회의 의장으로서 케네디와 존슨 행정부에 봉사하였다.

## 사망
1966년 11월 4일 주지사 후보 밀턴 섀프를 위하여 피츠버그의 시리아 모스크에서 열린 캠페인 집회에서 로런스는 병에 걸려 쓰러졌다.  그는 지방 병원으로 후송되었다.  그는 의식을 회복하지 못한 채 17일 만에 사망하였다.  향년 77세  그의 사망은 대통령 존슨과 트루먼 둘다로부터 추도를 가져왔다.  장례식은 11월 25일 다운타운 피츠버그에 있는 세인트 메리 성당에서 열렸다.  장례식이 끝난 후, 모든 손님들과 가족은  250량 자동차 행렬에 가입하여 매장을 위하여 불버드 오브 디 앨리스로 내려가 그랜트 스트리트 건너편 인터스테이트 376으로 영구차를 따라갔다.
그는 피츠버그의 캘버리 묘지에 안장되었으며 자신의 장기적 친구 해리 그렙의 무덤 뒤에 그리고 수많은 세월 전에 사망한 그의 2명의 아들의 무덤 옆에 묻혀있다.
로런스의 사망은 이후 비좁은 조건과 그가 병원으로 옮겨졌던 것에 영구차 식의 앰뷸런스에서 제한시킨 소생 장비에 의하여 발생하였다.  이 일은 피츠버그의 앰뷸런스 서비스와 다른 미국 도시들의 서비스들에서 개혁과 향상을 촉진하였다.

## 가족
로런스의 2명의 장남들은 1942년 4월 19일 국도 제19호선을 따라 질러노플 근처에서 차량 사고로 둘다 사망하였다.
또다른 아들 제럴드 로런스는 켄터키주 루이빌에 있는 현저한 경마장 처칠 다운스의 장기적 부회장이자 총지배인이 되었다.
그의 손자 톰 도너호는 1991년부터 1999년까지 고향 피츠버그 스틸러스의 총지배인을 지내 제30회 슈퍼볼로 진출시키는 도움을 주었다.  그는 이후에 ESPN.com으로 공헌자는 물론 2001년부터 2005년까지 버펄로 빌스를 위한 총지배인을 지냈다.
또다른 손자 제럴드 "제리" 로런스는 펜실베이니아주 민주당 7개군 남동부 회의의 의장이며 주 전체 민주당의 의장으로 후보이다.

## 영예
로런스의 영예에 이름을 딴 건물들은 피츠버그에 있는 데이비드 L. 로런스 컨벤션 센터, 피츠버그 대학교의 데이비드 로런스 홀, 펜실베이니아 인디애나 대학교에 있는 주지사의 쿼드에 있는 로런스 홀, 포인트 파크 대학교에 있는 로런스 홀을 포함한다.  로런스는 또한 펜실베이니아 웨스턴 대학교에서 2개의 기숙사들을 로런스 타워스로 이름을 붙이면서 영예를 얻었다.  라살 대학교에서 데이비드 L. 로런스 도서관, 이후에 데이비드 L. 로런스 행정센터는 휴버트 험프리 부통령에 의하여 헌정되었다.

## 역대 선거 결과
| 선거명      | 직책명              | 대수 | 정당   | 득표율 | 득표수      | 결과 | 당락                     |
| ----------- | ------------------- | ---- | ------ | ------ | ----------- | ---- | ------------------------ |
| 1945년 선거 | 피츠버그 시장       | 51대 | 민주당 | 53.03% | 111,878표   | 1위  | 피츠버그 시장 당선       |
| 1949년 선거 | 피츠버그 시장       | 51대 | 민주당 | 61.43% | 152,081표   | 1위  | 피츠버그 시장 당선       |
| 1953년 선거 | 피츠버그 시장       | 51대 | 민주당 | 62.58% | 137,281표   | 1위  | 피츠버그 시장 당선       |
| 1957년 선거 | 피츠버그 시장       | 51대 | 민주당 | 65.19% | 128,532표   | 1위  | 피츠버그 시장 당선       |
| 1958년 선거 | 펜실베이니아 주지사 | 37대 | 민주당 | 50.79% | 2,024,852표 | 1위  | 펜실베이니아 주지사 당선 |